# Защищённый телекоммуникационный шкаф
Защищённый телекоммуникационный шкаф (антивандальный шкаф) (англ. Protective cabinet) — телекоммуникационный шкаф, для размещения и защиты телекоммуникационного оборудования (серверов, маршрутизаторов, коммутаторов, модемов, телефонных станций, элементов оптических кроссовых систем) в местах общего доступа — коридорах, чердаках, лестничных клетках подъездов, подвалах — где возможно хищение, повреждение или подмена оборудования посторонними лицами.

## Конструкция
Антивандальные шкафы имеют цельносварную либо сборную конструкцию. Шкафы выполняются из листовой стали толщиной от 1.8 мм до 3 мм. В основном используется сталь толщиной 2 мм.

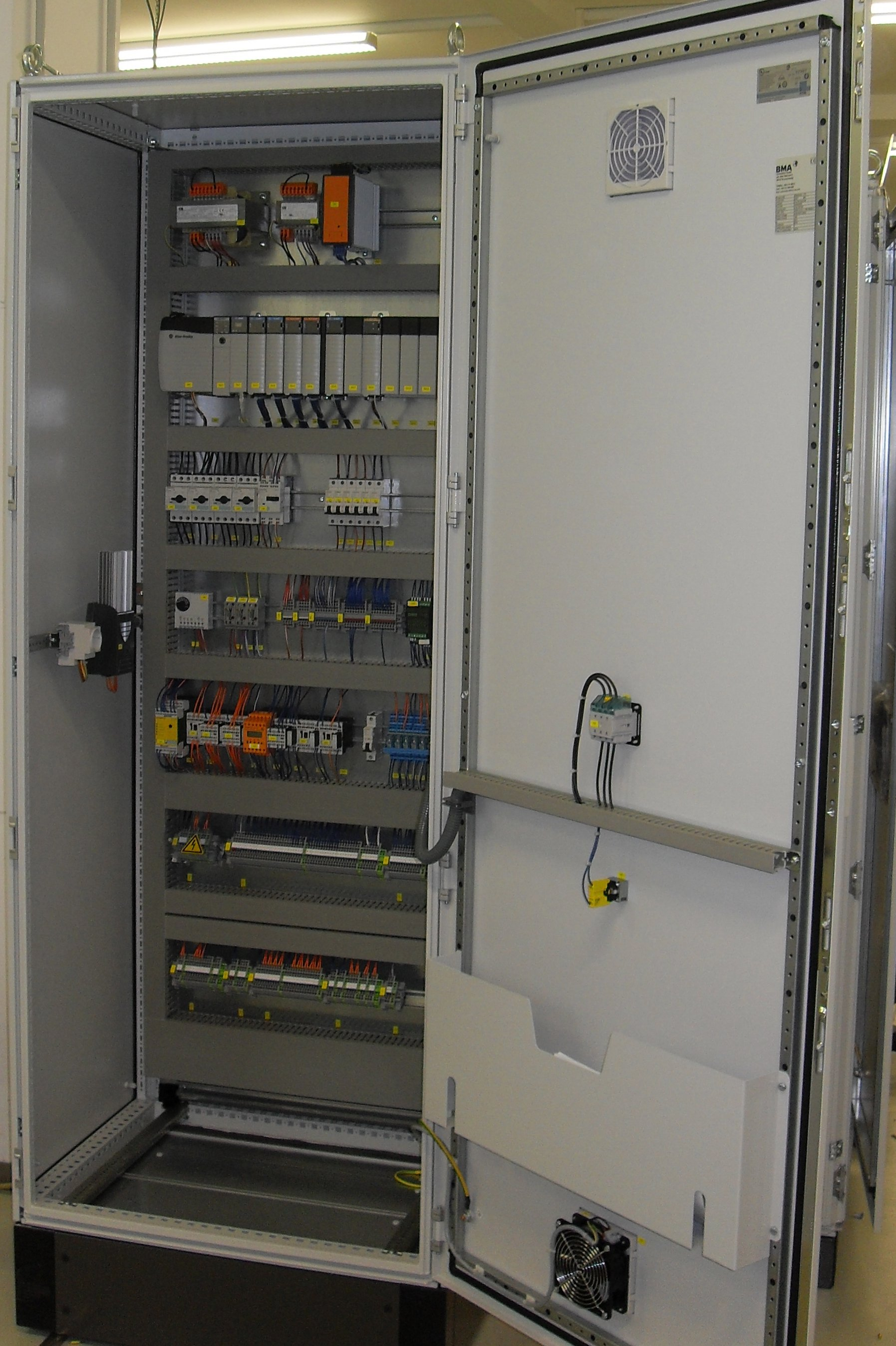
Напольный защищённый телекоммуникационный шкаф с сейфовой дверью

Размеры шкафов: ширина - не менее 482,6 мм (19 дюймов), глубина — выбирается из ряда 400 мм, 600 мм, 800 мм и зависит от глубины размещаемого оборудования, высота соответствует количеству юнитов шкафа.
Антивандальные шкафы имеют как правило одну или две двери. Конструкция дверей может быть с ребрами жесткости, либо сейфового типа. Все шкафы имеют внутреннее расположение петель на дверях, для уменьшения риска спиливания. Замки, устанавливаемые на антивандальные шкафы, имеют повышенную надежность и улучшенный секрет. Иногда ставятся распорные замки.
Корпус антивандального шкафа может содержать перфорацию или «жабры», которые обеспечивает вентиляцию установленного оборудования, но при этом исключает прямой доступ в полость шкафа и попадание инородных предметов.
Шкафы снабжены кабельными вводами с резиновыми сальниками и одной или двумя парами 19" профилей, которые могут устанавливаться на различной глубине в шкафу.
В шкаф монтируется оборудование в специально предназначенных для этого корпусах (так называемом «Rackmount» исполнении). Такие корпуса имеют ширину 17,75 дюйма (45,085 см), высоту кратную целому числу юнитов и места для крепления  стандартизованного расположения.
Антивандальные шкафы имеют настенное (навесное) и напольное исполнение. 
- Настенные шкафы оснащаются специальными отверстиями либо креплениями, для монтажа на отвесные поверхности.
- Напольные шкафы комплектуются регулируемыми ножками, для дополнительной устойчивости на неровных поверхностях.

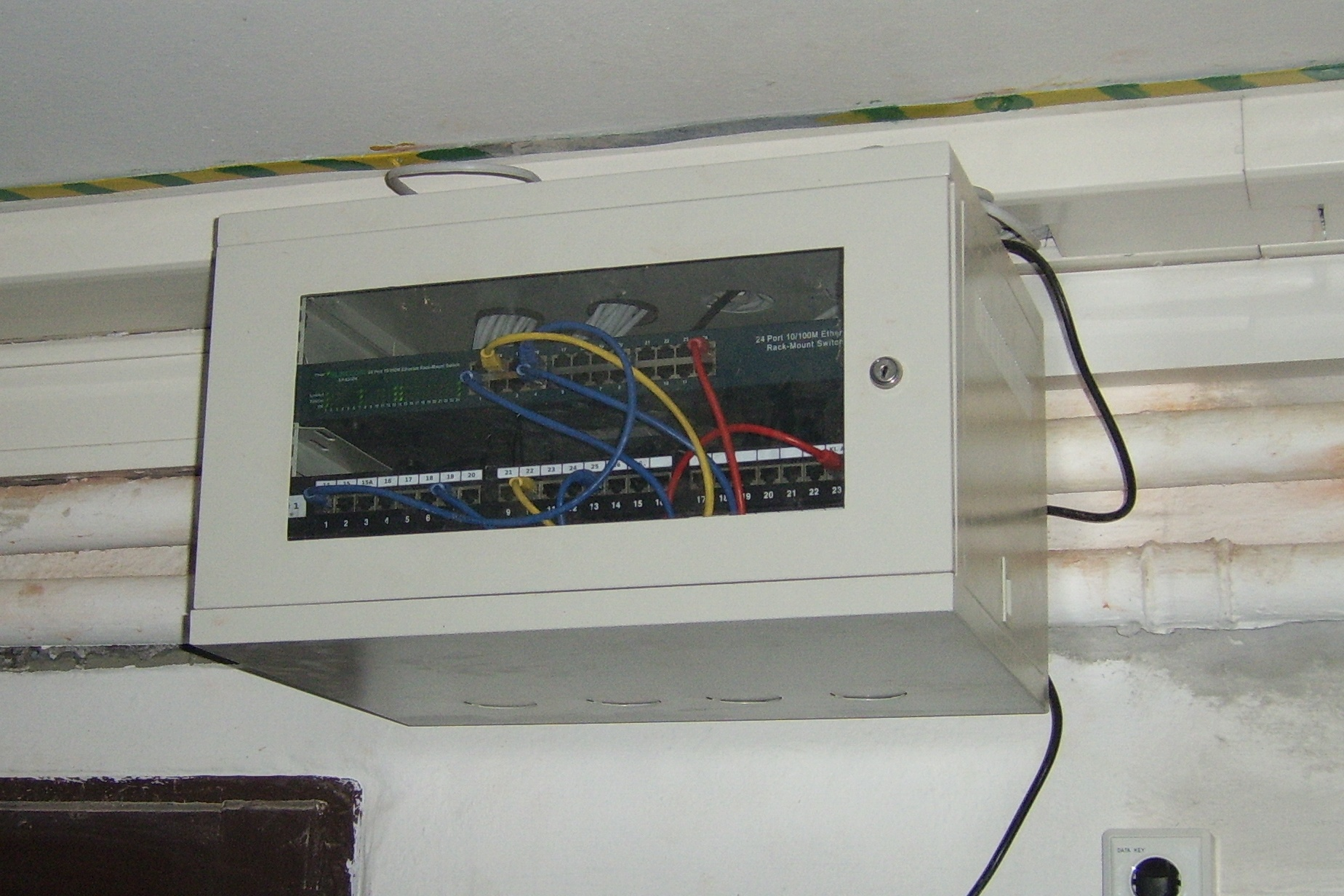
В качестве альтернативы применения в необслуживаемом помещении.

### Монтаж оборудования
Крепёжные отверстия в шкафу соответствуют крепежным элементам на фронтальной плоскости монтируемого в шкаф оборудования и располагаются на вертикальных элементах шкафа с периодом в 1,75 дюйма (44,45 мм). Эта величина задаёт дискретность размера оборудования по высоте и образует единицу измерения, называемую юнитом («U»). Таким образом, для упорядочивания размещения оборудования в шкафу, предпочтительно использовать корпуса оборудования которые имеют высоту кратную целому число юнитов.
Обычно, устанавливаемое в шкафу оборудование, имеет высоту передней части на 1/32 дюйма (0.031") меньше, чем определено единицей 1U. Поэтому, высота 1U оборудования устанавливаемого в шкаф составляет 1.719 дюймов (43,7 мм), а не 1.75 дюйммов (44,4 мм). Таким образом, высота 2U оборудования составляют 3.469 дюймов (88,1 мм) вместо 3.5 дюймов (88,9 мм). Этот зазор позволяет выделить немного места выше и ниже установленного в шкаф оборудования, что  позволяет извлечь/установить оборудование в отсек без обязательного извлечения соседнего (сверху/снизу) оборудования.
450 мм - максимально возможная ширина для устройств, которые можно установить в шкаф, либо положить на полку. Максимальная ширина оборудования с кронштейнами — 482 мм. Расстояние между осями отверстий крепления оборудования винтами к профилям — 465 мм.
Отверстия в антивандальных шкафах для крепления оборудования могут быть без специальных приспособлений (в таком случае требуются болты с гайками), могут иметь собственную резьбу, либо быть в виде перфорации квадратной фомы для установки на защёлках специальных гаек (последний тип шкафов получил наибольшее распространение). В большинстве моделей также предусмотрено крепление заднего края оборудования и монтаж внутри шкафа выдвижных конструкций на базе горизонтальных рельс для особо тяжёлого/глубокого оборудования.
Обычно антивандальные шкафы выпускают сериями целевого предназначения, заранее сочетающими в себе дополнительные принадлежности: системы кондиционирования (начиная с простых блоков вентиляторов до автономных сплит-систем), электропитания, разнообразные дверцы (в том числе с замками), полки, дополнительные наружные индикаторы, распределитель питания и иные приспособления.

## Стандарты и спецификации
Монтажные шкафы описаны в следующих документах:
- Евромеханика МЭК-297

ГОСТ
- ДСТУ ГОСТ 30668-2002
- ДСТУ 4113-2001
- ГОСТ 14254-96
- ГОСТ 28601.2-90 Система несущих конструкций серии 482,6 мм. Шкафы и стоечные конструкции. Основные размеры.
- ГОСТ 28601.3-90 Система несущих конструкций серии 482,6 мм. Каркасы блочные и частичные вдвижные. Основные размеры

Альянс Индустриальной Электроники (EIA)
- EIA-310-D, Шкафы, стойки, панели и связанное оборудование. Дата сентябрь 1992 года. (Последняя версия Now REV E 1996)

Ассоциация Потребительской Электроники
- CEA-310-E Требования к разработке шкафов, панелей, стоек и корзин. Датированы 14 декабря 2005 года

Множество документов Международной комиссии по электротехнике (IEC)
Доступны в версиях на французском и английском языках. 
- IEC 60297 Механические конструкции для электронного оборудования - Размеры механических конструкций серии 482,6 мм (19 дюймов)
- IEC 60297-1 Заменён на IEC 60297-3-100
- IEC 60297-2 Заменён на IEC 60297-3-100
- IEC 60297-3-100 Часть 3-100: Базовые размеры фронтальных панелей, корзин, шасси, стоек и шкафов
- IEC 60297-3-101 Часть 3-101: Корзины и связанные установочные модули
- IEC 60297-3-102 Часть 3-102: Рукоятки для установки/извлечения
- IEC 60297-3-102 Часть 3-103: Блокировка на ключ и совмещения штырьковых выводов
- IEC 60297-3-104 Часть 3-104: Соединитель зависимого интерфейса: размеры корзин и съемных устройств
- IEC 60297-3-105 Часть 3-105: Размеры и конструкторские аспекты для 1U шасси
- IEC 60297-4 Заменён на IEC 60297-3-102
- IEC 60297-5 множество документов, -100, 101, 102, ... 107, Заменены на IEC 60297-3-101

Deutsches Institut für Normung, DIN
Множество документов на немецком языке, но некоторые документы доступны на английском. 
- DIN 41494 Учебное оборудование для электронной аппаратуры; механические конструкции серии 482,6 мм (19 дюймов)
- DIN 41494-7 Размеры шкафов и комплектов стоек.
- DIN 41494-8 Компоненты фронтальных панелей; условия монтажа, размеры
- DIN IEC 60297-3-100 (см. выше в разделе IEC)